# Penzenhofen
Penzenhofen ist ein Gemeindeteil der Gemeinde Winkelhaid im Landkreis Nürnberger Land (Mittelfranken, Bayern). Die Gemarkung Penzenhofen liegt teils auf dem Gemeindegebiet von Winkelhaid, teils auf dem Gemeindegebiet von Altdorf. Sie hat eine Fläche von 4,604 km² und ist in 1310 Flurstücke aufgeteilt, die eine durchschnittliche Flurstücksfläche von 3514,79 m² haben. In ihr liegen neben dem namensgebenden Ort die Gemeindeteile Au und Ludersheim.
Die ehemals eigenständige Landgemeinde ist heute ein Wohnort mit umgebender landwirtschaftlicher und forstwirtschaftlicher Nutzung. Die Pfarrkirche Sankt Johannes der Täufer ist das älteste Gebäude im Dorf. Sie prägte über Jahrhunderte das Orts- und Landschaftsbild von Penzenhofen und ebenso die Entwicklung des Dorfes. Der Ort ist sehr wahrscheinlich als Siedlung um einen Zeidlerhof entstanden und wurde bereits im Jahre 1129 erstmals urkundlich erwähnt.

## Geografie

### Geografische Lage
Das Pfarrdorf bildet mit Winkelhaid im Norden eine geschlossene Siedlung. Diese liegt am östlichen Rande des Lorenzer Reichswaldes im Fränkischen Keuper-Lias-Land. Die Staatsstraße 2239 führt an Moosbach vorbei nach Feucht (6,5 km westlich) bzw. an Grünsberg vorbei nach Weinhof (1,7 km östlich). Die Kreisstraße LAU 23 nach Winkelhaid (0,8 km nördlich). Eine Gemeindeverbindungsstraße führt nach Altenthann (1,4 km südlich).

### Naturräumliche Zuordnung
Der Landschaftsraum von Penzenhofen liegt im Übergangsbereich von zwei Naturraumeinheiten, die nach der naturräumlichen Gliederung Deutschlands (gemäß Meynen/Schmithüsen et al.) Teil der Haupteinheitengruppe Fränkisches Keuper-Lias-Land sind. Im Osten erstrecken sich die Ausläufer des Vorlandes der mittleren Frankenalb und im Westen des Dorfes schließt sich das Mittelfränkische Becken an.

### Geologie
Penzenhofen ist im Südwestdeutschen Schichtstufenland gelegen. Die Geologie wird durch Keuper- und Lias-Schichten aus dem Trias geprägt. Das oberflächlich anstehende jungpaläozoische bis mesozoische Deckgebirge aus der Zeit der Obertrias bis Unterjura bestimmt das leicht modellierte Relief des Ortes. Ungegliederte Schichten des Rhätolias formen den Naturraum und zeichnen sich durch eine Wechselfolge von mittel- bis grobkörnigen Sandstein und wasserstauenden Tonstein aus. Schichten der Gryphäensandstein- bis Numismalismergel-Formationen treten südlich des Ebenbaches zutage. Nördlich der Penzenhofener Hauptstraße haben sich quartäre Flugsande abgelagert. Die Sande weisen eine geringe Korngröße um 200 Mikrometer auf.

### Boden

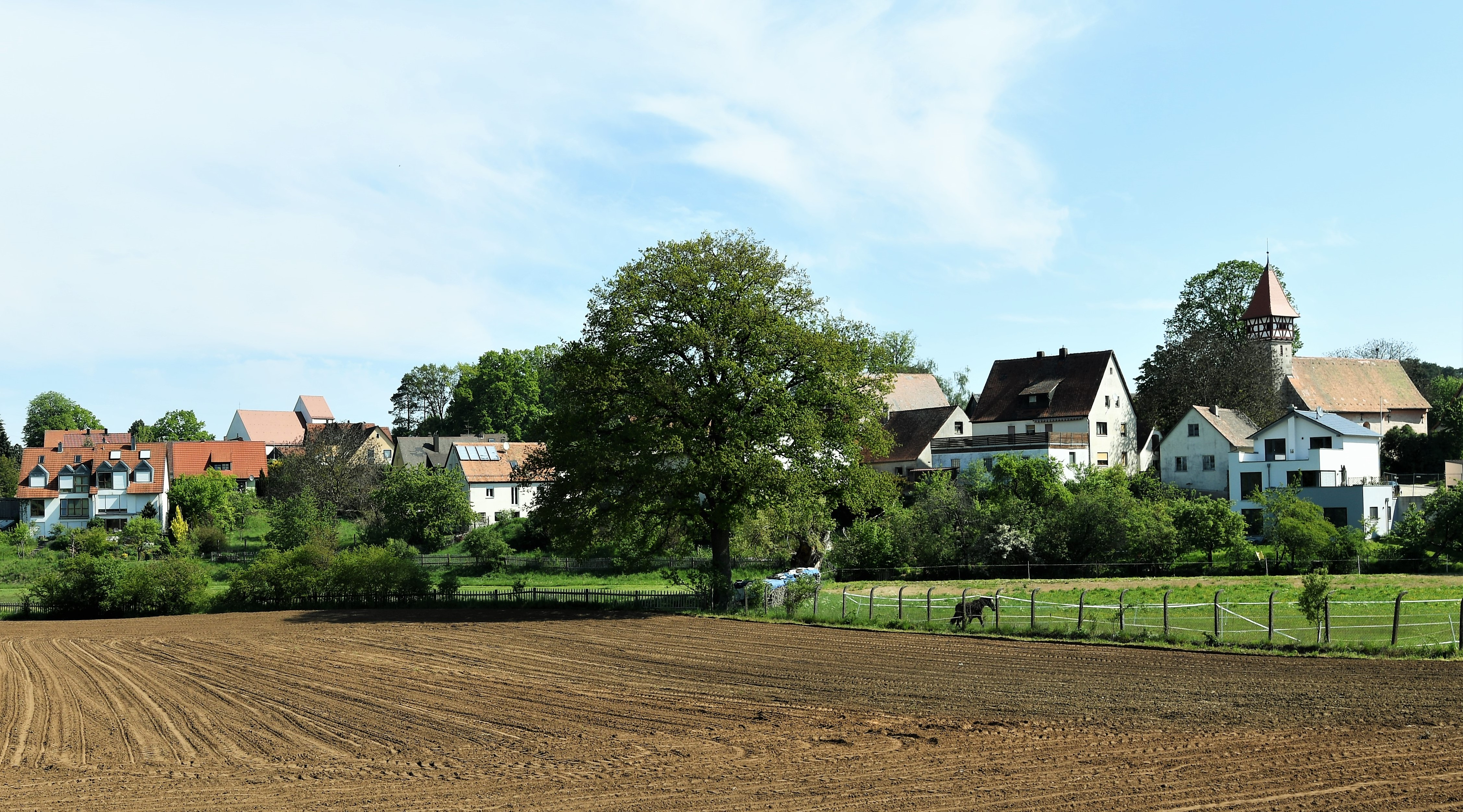
Blick aus südlicher Richtung auf den eingegrünten Ortsrand von Penzenhofen, im Vordergrund sind Felder auf Braunerde-Böden zu sehen und am rechten Bildrand ist die Pfarrkirche Sankt Johannes der Täufer zu erkennen.

Die Keuper-Lias-Landschaft des ländlich geprägten Dorfes wird überwiegend von agrarisch wertvollen Braunerde-Böden bedeckt. Die westlich gelegenen Wälder Rabenholz und Neuer Bruch nördlich und südlich der Penzenhofener Hauptstraße stocken auf Podsol- und Braunerde-Podsol-Böden, die durch Nährstoffarmut gekennzeichnet sind und für eine landwirtschaftliche Nutzung zu ertragsarm sind. In den Auenlagen des Ebenbaches haben sich Gleye und andere grundwasserbeeinflusste Böden aus  skelettführendem Sand entwickelt. Diese Bodentypen bilden das Talsediment des sandgeprägten Tieflandbachs. Daran schließen sich Pseudogleystandorte an. Diese terrestrischen Böden sind durch  Stauwasser charakterisiert.

### Klima
Penzenhofen liegt in der kühl-gemäßigten Klimazone und weist ein humides Klima auf. Der Ortsteil befindet sich im Übergangsbereich zwischen dem feuchten atlantischen und dem trockenen Kontinentalklima. Nach der Klimaklassifikation von Köppen/Geiger zählt Penzenhofen zum gemäßigten Ozeanklima (Cfb-Klima). Dabei bleibt die mittlere Lufttemperatur des wärmsten Monats unter 22 °C und die des kältesten Monats über −3 °C.

### Fließgewässer
Der Ebenbach bildet die südwestliche Grenze des Dorfes. Im Südosten des Bachverlaufes wurde das Gewässer zu zwei Weihern aufgestaut. Bereits im 19. Jahrhundert ist ein Stillgewässer in historischen Karten (Uraufnahmeblätter und Positionsblätter) sichtbar. Ein Wäldchen mit der alten Flurbezeichnung Heulohe grenzt im Süden direkt an die Weiher an.

## Geschichte

### Ur- und Frühgeschichte
Das Albvorland östlich von Nürnberg wurde aufgrund der agrarisch wertvollen Schwarzjuraböden bereits in vorgeschichtlicher Zeit besiedelt. Der Raum südwestlich und südöstlich von Penzenhofen weist Siedlungsbelege aus der Urnenfelderzeit und der Latènezeit auf.

### Mittelalter
Vermutlich ist Penzenhofen um die Siedlung eines Zeidlerhofes entstanden, ebenso wie wohl auch Winkelhaid und Ungelstetten. Die erste urkundliche Erwähnung des Dorfes ist auf das Jahr 1129 datiert.

### Neuzeit
Mit dem Gemeindeedikt (frühes 19. Jahrhundert) wurde der Steuerdistrikt Penzenhofen gebildet. Zu diesem gehörten Au, Ludersheim, Richthausen, Ungelstetten und Winkelhaid. Zugleich entstand die Ruralgemeinde Penzenhofen, zu der Au und Ludersheim gehörten. Sie unterstand in Verwaltung und Gerichtsbarkeit dem Landgericht Altdorf. Im Zuge der Gebietsreform in Bayern wurde die Gemeinde am 31. Dezember 1971 aufgelöst: Penzenhofen wurde nach Winkelhaid eingegliedert, Au und Ludersheim nach Altdorf.

## Sehenswürdigkeiten und Naherholung
In Penzenhofen befinden sich mit der evangelisch-lutherischen Johanniskirche, einem Wohnstallhaus und einer Scheune drei Baudenkmäler.

### Johanniskirche
Die evangelisch-lutherische Pfarrkirche St. Johannes der Täufer ist das älteste Gebäude in Penzenhofen. Die erste schriftliche Erwähnung des Gotteshauses ist für das Jahr 1403 belegt. Das genaue Errichtungsdatum ist allerdings unbekannt.
Bereits von der Ferne aus ist die Saalkirche mit schlankem Viereckturm und Fachwerk sichtbar.

### Naherholung

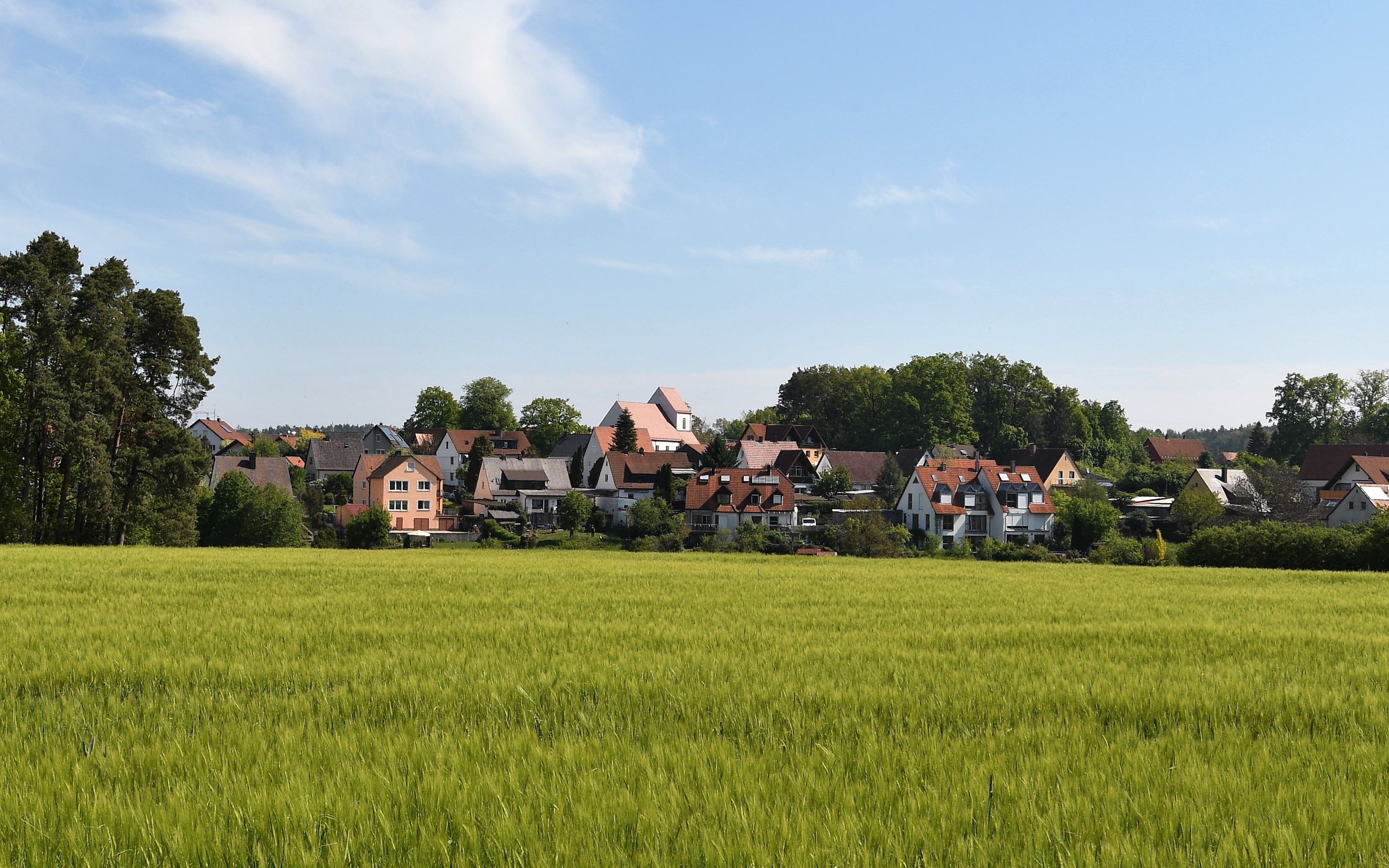
Blick über ein Gerstenfeld auf Penzenhofen aus südwestlicher Richtung

Durch den abwechslungsreichen Landschaftsraum von Penzenhofen verlaufen mehrere gekennzeichnete Wander- und Radwege. Entlang der Penzenhofener Hauptstraße (Staatsstraße 2239) führt ein Zweirichtungsradweg. Der getrennt von der Straße verlaufende Radwanderweg verbindet die beiden Gemeinden Feucht und Altdorf mit Penzenhofen. Parallel zur Penzenhofener Straße und Altenthanner Straße führt ein weiter Radwanderweg in Nord-Süd-Richtung des Ortes. Der Weg verbindet Altenthann mit Penzenhofen und Winkelhaid.